# Dobra praktyka kliniczna
Dobra praktyka kliniczna, DPK, GCP (od ang. good clinical practice) – międzynarodowe standardy etyczne i naukowe dotyczące planowania, prowadzenia, dokumentowania i ogłaszania wyników prowadzonych z udziałem ludzi badań klinicznych, opracowane przez Międzynarodową Konferencję ds. Harmonizacji (ICH). Postępowanie zgodnie z tym standardem stanowi gwarancję wiarygodności i dokładności uzyskanych danych oraz raportowanych wyników, a także przestrzegania praw osób uczestniczących w badaniu.
Dodatkowym celem dobrej praktyki klinicznej jest dokonanie rozdziału i określenia odpowiedzialności podmiotów zaangażowanych w badanie kliniczne, a mianowicie:
- sponsora badania
- głównego badacza (ze współbadaczami)
- komisji bioetycznej
- organów regulacyjnych[2].

Standardy dobrej praktyki klinicznej opracowano celem określenia jednolitych zasad prowadzenia badań klinicznych w krajach Unii Europejskiej, Japonii i Stanach Zjednoczonych, umożliwiających wzajemne uznanie uzyskanych danych przez odnośne władze w tych krajach. W prawie europejskim warunki prowadzenia badań klinicznych nad produktami farmaceutycznymi zostały uregulowane w dyrektywie 2001/20/WE i odnoszą się do wszystkich badań klinicznych, w tym dotyczących dostępności biologicznej i równoważności biologicznej, z wyłączeniem badań nieinterwencyjnych. W Polsce określa je rozporządzenie Ministra Zdrowia z dnia 2 maja 2012 roku w sprawie dobrej praktyki klinicznej (Dz.U. z 2012 r. poz. 489). 

## Historia powstania
Historia powstania dobrej praktyki klinicznej jest nierozerwalnie związana z Międzynarodową Konferencją Harmonizacji Dobrej Praktyki Klinicznej. Pierwsze na świecie działania mające na celu harmonizację przepisów prawa na szczeblu międzynarodowym podjęła w latach osiemdziesiątych wspólnota europejska, tworząc podstawy wspólnego rynku leków. Odniesiony w Europie sukces udowodnił, iż harmonizacja zasad jest możliwa. Równolegle prowadzono rozmowy i konsultacje pomiędzy krajami Europy Zachodniej, Stanami Zjednoczonymi i Japonią. W 1989 roku w Paryżu podczas Międzynarodowej Konferencji Organów Regulacyjnych Produktów Leczniczych Światowej Organizacji Zdrowia (ICDRA) przyjęto potrzebę planu działania. Kolejnym krokiem było rozpoczęcie wspólnych działań organów regulacyjnych i Międzynarodowej Federacji Stowarzyszeń Producentów Farmaceutycznych (IFPMA). Za moment narodzin dobrej praktyki klinicznej należy uznać spotkanie pod egidą Europejskiej Federacji Producentów Leków i ich Stowarzyszeń (EFPIA) w Brukseli. Przedstawiciele organów regulacyjnych i stowarzyszeń producentów leków z Europy, Japonii i Stanów Zjednoczonych spotkali się, aby przygotować międzynarodową konferencję na ten temat, jednakże ostatecznie uchwalono pierwsze spotkanie Komitetu Sterującego Międzynarodowej Konferencji Harmonizacji Dobrej Praktyki Klinicznej oraz podstawowe kierunki harmonizacji ustalono jako bezpieczeństwo, jakość i skuteczność. W trakcie prac Konferencji przyjęto pięciostopniowy proces przygotowywania regulacji dotyczących badań klinicznych, a wszystkie dokumenty podzielono na kluczowe obszary oznaczone symbolami Q (quality – wytyczne dotyczące zapewnienia jakości na wszystkich etapach procesu rozwoju i rejestracji leków), S (safety – wytyczne dotyczące badań przedklinicznych, E (efficacy – wytyczne dotyczące badań klinicznych) oraz M (multidisciplinary – wszystkie pozostałe wytyczne). Dokumenty zatwierdzone przez ICH zostały następnie wprowadzone do prawodawstwa biorących udział krajów. W dniu 10 czerwca 1996 roku przyjęto ujednolicony tekst zasad dobrej praktyki klinicznej pod tytułem ICH Harmonized Tripartite Guideline for Good Clinical Pracitice należącym do obszaru E. Zasady dobrej praktyki klinicznej zostały przyjęte w Stanach Zjednoczonych w dniu 9 maja 1997 roku, a w Unii Europejskiej w oku 1997 jako załącznik do obowiązującej już wcześniej dyrektywy 75/318/EEC. W listopadzie 2016 roku dokonano aktualizacji i udostępniono Integrated Addendum do ICH-GCP E6 (R2) tekst finalny.

## Zasady
W rozporządzeniu Ministra Zdrowia z dnia 2 maja 2012 r. ustalono w §3, iż  badanie kliniczne musi być: 
1. uzasadnione wynikami badań przedklinicznych oraz, jeżeli dotyczy, danymi uzyskanymi z wcześniejszych badań klinicznych z badanym produktem leczniczym;
2. uzasadnione naukowo i opisane w protokole badania klinicznego;
3. oparte na zasadach etycznych;
4. prowadzone przez osoby posiadające odpowiednio wysokie kwalifikacje zawodowe, wiedzę naukową i doświadczenie w pracy z pacjentami niezbędne do prowadzenia badania klinicznego oraz w sposób gwarantujący jego właściwą jakość;
5. przeprowadzane w ośrodku badawczym.

Zgodnie z ICH GCP zasady dobrej praktyki klinicznej są następujące: 
1. Badania kliniczne należy prowadzić zgodnie z zasadami etycznymi wywodzącymi się z Deklaracji Helsińskiej zgodnymi z zasadami dobrej praktyki klinicznej oraz zgodnie z obowiązującymi przepisami prawa
2. Przed rozpoczęciem badania klinicznego należy ocenić możliwe do przewidzenia ryzyko oraz potencjalne niedogodności i przewidywane korzyści dla pacjenta oraz społeczeństwa. Badanie może być rozpoczęte lub kontynuowane tylko wtedy, jeżeli przewidywane korzyści uzasadniają ryzyko z tym związane.
3. Prawa uczestnika badania, jego bezpieczeństwo oraz komfort są najważniejsze i powinny przeważać na zyskami społecznymi i naukowymi
4. Projektowane badanie kliniczne musi być uzasadnione wynikami badań przedklinicznych oraz danymi uzyskanymi z wcześniejszych badań klinicznych
5. Badanie kliniczne musi być uzasadnione z naukowego punktu widzenia i opisane w szczegółowym i jasnym protokole
6. Badanie kliniczne należy prowadzić zgodnie z protokołem, który został przed rozpoczęciem badania zaaprobowany przez Komisję Bioetyczną
7. Opieka medyczna nad uczestnikiem badania oraz wszelkie decyzje medyczne winny być sprawowane przez wykwalifikowanych lekarzy lub w szczególnym przypadku lekarzy dentystów
8. Każdy członek zespołu badawczego powinien posiadać odpowiednie kwalifikacje, przeszkolenie i doświadczenie niezbędne do wykonywania swoich zadań
9. Każdy uczestnik badania klinicznego powinien wyrazić świadomą zgodę na udział w badaniu, przed rozpoczęciem udziału w badaniu
10. Wszystkie dane uzyskane w trakcie badania klinicznego muszą być właściwie zapisywane i przechowane, tak aby było możliwe prawidłowe sprawozdawanie tych danych oraz ich interpretacja i weryfikacja
11. Należy zapewnić poufność danych medycznych oraz danych osobowych zgodnie z obowiązującymi przepisami prawa
12. Produkt badany musi być wyprodukowany, oznaczony, opakowany i transportowany zgodnie z wymaganiami Dobrej Praktyki Wytwarzania. Produkt badany może być użyty jedynie zgodnie z protokołem badania
13. Należy wdrożyć system jakości z procedurami zapewniającymi odpowiednią jakość we wszystkich aspektach prowadzonego badania

## Nadzór nad przestrzeganiem zasad
Nadzór nad prowadzeniem badania klinicznego i jednocześnie nad przestrzeganiem zasad dobrej praktyki klinicznej jest kompleksowy i angażuje wszystkie podmioty zaangażowane w badanie kliniczne, to jest głównego badacza z całym zespołem, sponsora badania, komisję bioetyczną i organy regulacyjne. W pierwszym rzędzie czuwa zespół badania w ośrodku badawczym. Bieżąca kontrolą zajmują się monitorzy badań klinicznych będący pracownikami organizacji prowadzącej badanie kliniczne na zlecenie lub bezpośrednio sponsora i obejmuje on wszystkie ośrodki i wszystkich badaczy. Kolejnym poziomem kontroli jest audyt ośrodka badań klinicznych, który może być prowadzony na zlecenie organizacji prowadzącej badanie kliniczne na zlecenie lub bezpośrednio sponsora i może być zarówno wewnętrzny jak zewnętrzny. Najwyższym szczeblem kontroli są inspekcje prowadzone przez organy regulacyjne. Audyty obejmują tylko część ośrodków i kontrolowana jest dokumentacja jedynie wybranych przez audytora pacjentów. Kryteria wyboru ośrodków do audytów i inspekcji są niejawne, audytem i/lub inspekcją może być objęty każdy ośrodek i każde badanie. 
Organy regulacyjne uprawnione do inspekcji w Polsce:
- komisje bioetyczne
- Urząd Rejestracji Produktów Leczniczych, Wyrobów Medycznych i Produktów Biobójczych
- Europejska Agencja Leków
- amerykańska Agencja Żywności i Leków

Inspekcja Urzędu Rejestracji Produktów Leczniczych, Wyrobów Medycznych i Produktów Biobójczych może być przeprowadzona:
- z urzędu
- na wniosek Europejskiej Agencji Leków
- na wniosek organu regulacyjnego państwa członkowskiego Unii Europejskiej
- na wniosek organu regulacyjnego państwa członkowskiego Europejskiego Porozumienia o Wolnym Handlu.

## Terminologia[1][2]
1. niepożądane działanie leku – adverse drug reaction (ADR)
2. zdarzenie niepożądane – adverse event (AE)
3. obowiązujące przepisy – applicable regulations, applicable regulatory requirements
4. audyt badania klinicznego – clinical trial audit
5. świadectwo audytu – audit certificate
6. sprawozdanie z audytu – audit report
7. ślepa próba – blind trial/study
8. karta obserwacji klinicznej – case report form (CRF)
9. eksperyment kliniczny, badanie kliniczne – clinical trial, clinical study
10. sprawozdanie z badania klinicznego – clinical trial/study report
11. preparat kontrolny – comparator (product), control (product)
12. zgodność z założeniami badania klinicznego – compliance (in relation to the trial/study)
13. zespół koordynujący badanie – coordinating committee
14. koordynator badania – coordinating investigator
15. organizacja prowadząca badanie kliniczne na zlecenie – contract research organization (CRO)
16. komitet monitorowania danych i bezpieczeństwa – data and safety monitoring board
17. świadoma zgoda na udział w badaniu – informed consent
18. komisja bioetyczna – independent ethics committee (IEC) [odpowiednik brytyjski], institutional review board (IRB) [odpowiednik amerykański]
19. raport okresowy – interim clinical trial/study report
20. produkt badany – investigational product
21. główny badacz – principal investigator
22. broszura badacza – investigator’s brochure
23. przedstawiciel prawny – legally acceptable representative
24. raport z monitorowanie badania – monitoring report
25. badanie wieloośrodkowe – multicentre trial
26. badanie przedkliniczne – nonclinical study
27. opinia komisji bioetycznej – independent ethics committee review [odpowiednik brytyjski], institutional review board review [odpowiednik amerykański]
28. zgoda komisji bioetycznej na prowadzenie badania – independent ethics committee approval, institutional review board approval
29. dokumentacja medyczna – original medical record
30. protokół badania klinicznego – protocol
31. zmiana protokołu – protocol amendment, amendment to the protocol
32. ciężkie zdarzenie niepożądane – serious adverse event (SAE)
33. sponsor-badacz – sponsor-investigator
34. standardowe procedury postępowania – standard operating procedures (SOPs)
35. współbadacz – co-investigator, sub-investigator
36. uczestnik badania – trial/study subject
37. kod identyfikacyjny uczestnika badania – subject identification code
38. ośrodek badawczy – trial site
39. nieoczekiwane niepożądane działanie leku – unexpected adverse drug reaction
40. uczestnicy podatni na krzywdę – vulnerable subjects
41. dobro uczestników badania – well-being (of the trial subjects)

## Akty prawne dotyczące dobrej praktyki klinicznej obowiązujące w Polsce
- Rozporządzenie Ministra Zdrowia z dnia 2 maja 2012 r. w sprawie Dobrej Praktyki Klinicznej (Dz.U. z 2012 r. poz. 489 [dostęp: 2013-02-21])
- Dyrektywa 2001/20/WE Parlamentu Europejskiego i Rady z dnia 4 kwietnia 2001 [dostęp: 2013-02-21]

## Polskie akty prawne dotyczące badań klinicznych
- Ustawa z dnia 6 września 2001 r. Prawo farmaceutyczne (Dz.U. z 2021 r. poz. 1977)
- Ustawa z dnia 5 grudnia 1996 roku o zawodach lekarza i lekarza dentysty (Dz.U. z 2022 r. poz. 1731)
- Ustawa z dnia 18 marca 2011 r. o Urzędzie Rejestracji Produktów Leczniczych, Wyrobów Medycznych i Produktów Biobójczych (Dz.U. z 2023 r. poz. 1223)
- Rozporządzenie Ministra Zdrowia z dnia 2 maja 2012 r. w sprawie Dobrej Praktyki Klinicznej (Dz.U. z 2012 r. poz. 489) [dostęp: 2013-02-21])
- Rozporządzenie Ministra Zdrowia z dnia 1 października 2008 r. w sprawie wymagań Dobrej Praktyki Wytwarzania (Dz.U. z 2008 r. nr 184, poz. 143) [dostęp: 2013-02-21])
- Rozporządzenie Ministra Finansów z dnia 30 kwietnia 2004 r. w sprawie obowiązkowego ubezpieczenia odpowiedzialności cywilnej badacza i sponsora (Dz.U. z 2004 r. nr 101, poz. 1034) [dostęp: 2013-02-21])
- Rozporządzenie Ministra Finansów z dnia 18 maja 2005 r. zmieniające rozporządzenie w sprawie obowiązkowego ubezpieczenia odpowiedzialności cywilnej badacza i sponsora (Dz.U. z 2005 r. nr 101, poz. 845) [dostęp: 2013-02-21])
- Rozporządzenie Ministra Zdrowia z dnia 30 kwietnia 2004 r. w sprawie sposobu prowadzenia badań klinicznych z udziałem małoletnich (Dz.U. z 2004 r. nr 104, poz. 1108) [dostęp: 2013-02-21])
- Rozporządzenie Ministra Zdrowia z dnia 30 kwietnia 2004 r. w sprawie zgłaszania niespodziewanego ciężkiego niepożądanego działania produktu leczniczego (Dz.U. z 2004 r. nr 104, poz. 1107) [dostęp: 2013-02-21]).
- Rozporządzenie Ministra Zdrowia z dnia 20 października 2015 r. w sprawie preparatów zawierających środki odurzające lub substancje psychotropowe, które mogą być posiadane i stosowane w celach medycznych oraz do badań klinicznych, po uzyskaniu zgody wojewódzkiego inspektora farmaceutycznego (Dz.U. z 2021 r. poz. 2124) [dostęp: 2021-11-25]).
- Rozporządzenie Ministra Zdrowia w sprawie inspekcji badań klinicznych z dnia 26 kwietnia 2012 r. (Dz.U. z 2012 r. poz. 477) [dostęp: 2013-02-21]).